# قائمة الطيور حسب المنطقة
هذه قائمة الطيور حسب المنطقة.

## أفريقيا
تضم هذه القائمة مجموعات الطيور حسب المناطق التي تتواجد فيها وفقًا لتصنيف قائمة نادي الطيور الأفريقي بالإضافة إلى قوائم طيور العالم، وقائمة كليمنتس لطيور العالم.
| - الجزائر - مصر - ليبيا - المغرب - السودان - تونس - الصحراء الغربية | - جيبوتي - إريتريا - إثيوبيا - الصومال | - بوروندي - جزر القمر - كينيا - مدغشقر - مالاوي - موريشيوس - مايوت (FR) - موزمبيق - ريونيون (FR) - رواندا - سيشيل - أوغندا - تنزانيا - زنجبار - زامبيا - زيمبابوي | - أنغولا - الكاميرون - أفريقيا الوسطى - تشاد - كونغو - الكونغو الديمقراطية - قائمة طيور غينيا الاستوائية - Annobon - قائمة طيور الغابون - ساو تومي وبرينسيب | - قائمة طيور بوتسوانا - Gauteng - ليسوتو - ناميبيا - جنوب أفريقيا - سوازيلاند | - بنين - بوركينا فاسو - الرأس الأخضر - ساحل العاج - غامبيا - غانا - غينيا - غينيا بيساو - ليبيريا - مالي - موريتانيا - النيجر - نيجيريا - سانت هيلينا (UK) - أسينشين - تريستان دا كونا - السنغال - سيراليون - توغو |

## الأمريكتان
تستند هذه القوائم إلى قائمة الجمعية الأمريكية لعلم الطيور لطيور أمريكا الشمالية، وقائمة كليمنتس لطيور العالم، بالإضافة إلى قوائم من بنما وجرينلاند وبرمودا، وقوائم أمريكا الجنوبية، والتي تضم وحدها 3497 نوعًا، منها 2536 نوعًا متوطنًا، لتحتل بذلك المرتبة الأولى عالميًا بين أكثر مناطق العالم في عدد الطيور، ثُم تليها في المرتبة الثانية منطقة أوراسيا التي تحتوي 3467 نوعًا من الطيور منها 2300 نوعًا متوطنًا. تضم قائمة كولومبيا وحدها 1912 نوعًا مؤكدًا من الطيور، كما يتجاوز عدد الأنواع المؤكدة في كل من البرازيل وبيرو 1860 نوعًا.
| - أنغويلا (UK) - أنتيغوا وباربودا - أروبا (NL) - البهاما - باربادوس - جزر كايمان (UK) - كوبا - دومينيكا - غرينادا - جوادلوب (FR) - هيسبانيولا - الدومينيكان - هايتي - جامايكا - مارتينيك (FR) - مونتسرات (UK) - الأنتيل الهولندية (NL) - بورتوريكو (US) - فيكويس (US) - سان بارتليمي (FR) - سانت كيتس ونيفيس - سانت لوسيا - سانت مارتن (FR, NL) - سانت فنسنت والجرينادين - ترينيداد وتوباغو - توركس وكايكوس (UK) - الجزر العذراء - الجزر العذراء البريطانية (UK) - الجزر العذراء الأمريكية (US) | - بليز - كوستاريكا - Cocos Island - السلفادور - غواتيمالا - هندوراس - نيكاراجوا - بنما | - المكسيك - - Sierra Madre Occidental - Sonoran Desert - برمودا (UK) - كندا - ألبرتا - كولومبيا البريطانية - مانيتوبا - نيوفاوندلاند واللابرادور - الأقاليم الشمالية الغربية - نوفا سكوشا - نونافوت - أونتاريو - جزيرة الأمير إدوارد - كيبك - ساسكاتشوان - يوكون - جرينلاند (DK) - سان بيار وميكلون (FR) - الولايات المتحدة - ألاباما - ألاسكا - جزر ألوتيان - أريزونا - مقاطعة يوما، أريزونا - يوما، أريزونا - Sonoran Desert - أركنساس - كاليفورنيا - مقاطعة سانتا كروز - جزر القناة - Sonoran Desert - كولورادو - كونيتيكت - ديلاوير - فلوريدا - ولاية جورجيا - أيداهو - إلينوي - إنديانا - آيوا - كانساس - كنتاكي - لويزيانا - مين - ماريلاند - ماساتشوستس - ميشيغان - مينيسوتا - مسيسيبي - ميزوري - مونتانا - الحديقة الوطنية الجليدية - نبراسكا - نيفادا - نيوهامشير - نيو جيرسي - نيومكسيكو - ولاية نيويورك - كارولاينا الشمالية - داكوتا الشمالية - أوهايو - أوكلاهوما - أوريغون - Klamath Basin - بنسيلفانيا - رود آيلاند - كارولاينا الجنوبية - داكوتا الجنوبية - تينيسي - تكساس - يوتا - فيرمونت - فيرجينيا - واشنطن - فيرجينيا الغربية - ويسكونسن - وايومنغ - متنزه يلوستون | - الأرجنتين - بوليفيا - البرازيل - Fernando de Noronha - تشيلي - Juan Fernández Islands - كولومبيا - الإكوادور - Galápagos Islands - جزر فوكلاند (UK) - غويانا الفرنسية (FR) - غويانا - باراغواي - بيرو - سورينام - أوروغواي - فنزويلا |

## آسيا
| - كازاخستان - قرغيزستان - طاجيكستان - تركمانستان - أوزبكستان | - الصين - هاينان - تبت - هونغ كونغ (CN) - اليابان - Bonin Islands - Ryukyu Islands - كوريا الشمالية - كوريا الجنوبية - ماكاو (CN) - منغوليا - تايوان | - بروناي - كمبوديا - تيمور الشرقية - إندونيسيا - بابوا، إندونسيا - جاوة - كاليمانتان - جزر سوندا الصغرى - جزر الملوك - سولاوسي - سومطرة - لاوس - ماليزيا - شبه جزيرة ملايو - Malaysian Borneo - بورما - الفلبين - لوزون - مينداناو - مندورو - Negros - بالاوان - باناي - Samar - سنغافورة - South China Sea Islands - Paracel Islands (CN, VN) - Pratas Island (TW) - جزر سبراتلي (CN, MY, PH, TW, VN) - تايلاند - فيتنام | - أفغانستان - بنغلاديش - بوتان - Chagos Archipelago (UK) - جزر كوكس (AU) - الهند - South India - بنغالور - كيرلا - تامل نادو - تشيناي - Singanallur lake - أندمان ونيكوبار - إيران - جزر المالديف - نيبال - باكستان - سريلانكا | - أرمينيا - أذربيجان - البحرين - قبرص - جورجيا - العراق - إسرائيل - الأردن - الكويت - لبنان - عمان - قطر - السعودية - سوريا - تركيا - الإمارات العربية المتحدة - اليمن - سقطرى |

## أوروبا
تضم أوروبا أكثر من 900 نوعًا من الطيور بينها 71 نوعًا مهددًا بالانقراض. تتشابه طيور أوروبا إلى حد كبير مع طيور آسيا الموجودة في مناطق شمال جبال الهيمالايا ومع طيور منطقة شمال إفريقيا، وكلاهما ينتمي أيضًا إلى منطقة القطب الشمالي القديم. كما توجد في أوروبا مجموعات عديدة من الطيور مشتركة مع أمريكا الشمالية. تستند هذه القوائم إلى قائمة الطيور العالمية للجنة الأوقيانوسية الدولية، الإصدار 13.1.
| - بيلاروسيا - بلغاريا - التشيك - المجر - مولدوفا - بولندا - رومانيا - روسيا - فرانز جوزيف لاند - Kuril Islands - نوفايا زيمليا - Wrangel Island - سلوفاكيا - أوكرانيا | - الدنمارك - إستونيا - Faroe Islands (DK) - فنلندا - أولند - آيسلندا - أيرلندا - لاتفيا - ليتوانيا - النرويج - يان ماين - سفالبارد - السويد - بريطانيا - القنال الإنجليزي - جيرنزي - جيرزي - إنجلترا - Leicestershire and Rutland - جزيرة مان - أيرلندا الشمالية - إسكتلندا - ويلز | - ألبانيا - أندورا - البوسنة والهرسك - كرواتيا - جبل طارق (UK) - اليونان - كريت - إيطاليا - سردينيا - صقلية - مقدونيا - مالطا - الجبل الأسود - البرتغال - الأزور - جزر ماديرا - سان مارينو - صربيا - سلوفينيا - إسبانيا - جزر البليار - جزر كنارية - الفاتيكان | - النمسا - بلجيكا - فرنسا - كورسيكا - ألمانيا - ليختنشتاين - لوكسمبورغ - موناكو - هولندا - سويسرا |

## أستراليا والقطب
| - أستراليا - Coral Sea Islands - كوينزلاند - نيوساوث ويلز - إقليم شمالي، أستراليا - جنوب أستراليا - تاسمانيا - فيكتوريا - أستراليا الغربية - Ashmore Reef (AU) - Christmas Island (AU) - قائمة طيور قائمة طيور نيوزيلندا - Chatham Islands - Kermadec Islands - الجزيرة الشمالية، نيوزيلندا - الجزيرة الجنوبية، نيوزيلندا - نورفولك (AU) | - فيجي - بابوا - كاليدونيا الجديدة (FR) - بابوا غينيا الجديدة - Bismarck Archipelago - جزر سليمان - فانواتو | - غوام (US) - كيريباتي - جزر مارشال - مايكرونيزيا - ناورو - ماريانا الشمالية (US) - بالاو | - ساموا الأمريكية (US) - جزر كوك (NZ) - جزيرة القيامة (CL) - بولينزيا الفرنسية (FR) - Hawaii (US) - جزيرة جونستون المرجانية (US) - Midway Islands (US) - نييوي (NZ) - بيتكيرن (UK) - ساموا - توكلو (NZ) - تونجا - توفالو - جزيرة ويك (US) - والس وفوتونا (FR) | - القارة القطبية الجنوبية - جزيرة بوفيه (NO) - المقاطعة البريطانية بالقارة القطبية الجنوبية (UK) - جورجيا الجنوبية وجزر ساندويتش الجنوبية - South Orkney Islands - South Shetland Islands - French Southern Territories (FR) - Amsterdam Island - Crozet Islands - Kerguelen Islands - Saint Paul Island - Heard and McDonald Islands (AU) - Macquarie Island (AU) - Prince Edward Islands (S. Africa) |